# SK Kölsch
SK Kölsch war eine deutsche in Köln produzierte Fernsehserie, die von 1999 bis 2006 auf Sat.1 ausgestrahlt wurde.

## Handlung
Der Macho Jupp Schatz und der homosexuelle, sensible Klaus Taube bilden als Hauptkommissare ein Team bei der Kölner Kriminalpolizei. Schatz trifft Entscheidungen eher spontan und aus dem Bauch heraus, während sich sein Kollege, der zuvor beim BKA gearbeitet hat, stets an die Dienstvorschriften hält und nach Fakten entscheidet. So scheinen sie vollkommen unterschiedlich, doch gerade diese Mischung macht ihr Team so erfolgreich. Allerdings hat auch Jupp eine sensible Seite und muss sich nach dem Tod seiner Ex-Frau Ellen Hennes allein um den gemeinsamen Sohn Florian kümmern. Unterstützt werden Taube und Schatz in ihren Ermittlungen vom Computerspezialisten Hauptmeister Achim Pohl, Kriminaloberkommissarin Gabi Schmitz, sowie dem Kriminalobermeister Dino Riaci (Staffel 1) bzw. Kriminalobermeister Gino Bruni (ab Staffel 2), sowie der Zivilangestellten Jenny Brückner (Staffel 2). Auch der Vorgesetzte Heinrich Haupt hat nichts gegen das lockere Klima auf der Wache einzuwenden. Nachdem Taube den Dienst quittiert hat, wird er (ab der 4. Staffel) durch Falk von Schermbeck ersetzt, der sich in seinen Eigenschaften allerdings nicht von ihm unterscheidet. Haupt geht in den Ruhestand (7. Staffel) und  Kriminalhauptkommissarin Gesine Westfahl wird die neue Chefin (7. Staffel).
Da die Ausstrahlung in der finalen Staffel nicht mehr chronologisch verlief, bzw. am Ende noch vier vorher nicht gesendete Folgen angehängt wurden, geschieht der Abschied von Haupt aber erst in der vorletzten Folge, während Westfahl schon in der ersten Folge der 7. Staffel ihren Dienst angetreten hat.

## Besetzung
| Schauspieler           | Rollenname          | Dienstgrad                                                         | Einstieg | Ausstieg | Staffeln | Jahr(e)   |
| ---------------------- | ------------------- | ------------------------------------------------------------------ | -------- | -------- | -------- | --------- |
| Uwe Fellensiek         | Josef „Jupp“ Schatz | Kriminalhauptkommissar                                             | Folge 1  | Folge 81 | 1–7      | 1999–2006 |
| Christian Maria Goebel | Klaus Taube         | Kriminalhauptkommissar                                             | Folge 1  | Folge 38 | 1–3      | 1999–2002 |
| Dirk Martens           | Falk von Schermbeck | Kriminalhauptkommissar                                             | Folge 39 | Folge 81 | 4–7      | 2002–2006 |
| Gustav Peter Wöhler    | Achim Pohl          | Kriminalhauptmeister/ später Kriminalhauptkommissar (ab Staffel 6) | Folge 1  | Folge 81 | 1–7      | 1999–2006 |
| Pasquale Aleardi       | Dino Riaci          | Kriminalobermeister                                                | Folge 1  | Folge 12 | 1        | 1999      |
| Luca Zamperoni         | Gino Bruni          | Kriminalobermeister                                                | Folge 13 | Folge 70 | 2–7      | 2000–2006 |
| Tatjana Clasing        | Dr. Marie Weiß      | Pathologin                                                         | Folge 1  | Folge 77 | 1–7      | 1999–2005 |
| Ingrid Stein           | Bertha Schatz       | Pächterin der Cafeteria                                            | Folge 1  | Folge 77 | 3–7      | 1999–2006 |
| Katja Weitzenböck      | Ellen Hennes        | Besitzerin der Kneipe und Mutter von Jupps Sohn                    | Folge 1  | Folge 22 | 1–2      | 1999–2001 |
| Michaela Wiebusch      | Gabi Schmitz        | Kriminaloberkommissarin                                            | Folge 1  | Folge 12 | 1        | 1999      |
| Annette Frier          | Jenny Brückner      | Sachbearbeiterin                                                   | Folge 13 | Folge 28 | 2        | 2000–2001 |
| Christoph Quest        | Heinrich Haupt      | Kriminaloberrat                                                    | Folge 1  | Folge 69 | 1–7      | 1999–2006 |
| Carin C. Tietze        | Gesine Westfahl     | Kriminalhauptkommissarin                                           | Folge 70 | Folge 81 | 7        | 2005–2006 |

## Rezeption

### Kritik
„Die Serie war zwar nie ein Riesenerfolg, schlug sich aber lange Zeit wacker gegen die direkte RTL-Konkurrenz, das übermächtige Quiz Wer wird Millionär?.“

„Unterhaltsame Krimiware mit reichlich Lokalkolorit, einer Prise rheinischen Humors und "handfesten" Typen.“

„Bei ‚SK Kölsch‘ tritt die Action eher in den Hintergrund, doch dafür ist (psychologische) Spannung und eine Menge Humor garantiert.“

## Ausstrahlung
Von 1999 bis 2006 wurden sieben Staffeln mit insgesamt 81 Folgen ausgestrahlt. 2006 wurden noch einmal vier alte Folgen wiederholt. Die Quoten lagen meistens bei 10 % Marktanteil in der Zielgruppe der 14- bis 49-Jährigen. Als diese auf ca. 7 % in der werberelevanten Zielgruppe zurückging, wurde die Serie abgesetzt.